# 垫型蒿
垫型蒿（学名：Artemisia minor）为菊科蒿属的植物。分布在克什米尔、伊朗、锡金、巴基斯坦、印度以及中国大陆的甘肃、西藏、新疆、青海等地，生长于海拔3,000米至5,800米的地区，常生长在砾质草地以、山坡、河漫滩、洪积扇、砾石坡地、分水岭、盐湖边、冰渍台、山谷以及路旁等，目前尚未由人工引种栽培。
其种加词“minor”意为“较小的”。

## 别名
小灰蒿（西藏谷称），“那马-甲马”（藏语名）

## 异名
- Artemisia minor Jacquem.
- Artemisia sieversiana subsp. tibetica C.B.Clarke
- Artemisia sieversiana var. tibetica C.B.Clarke, 1876
- Artemisia tibetica (C.B.Clarke) Hook.fil. & Thomson